# HM CRE 50
Il HM CRE 50 è un ciclomotore da enduro e fuoristrada, nasce nel 1994 costruito dalla società HM Moto Spa.
La sigla della casa costruttrice sta per Honda-Montesa e contraddistingue la produzione di motociclette da fuoristrada della casa motociclistica giapponese con motori italiani (Minarelli) distribuite sul territorio italiano attraverso canali separati da quelli delle moto stradali.

## Versioni
Attualmente il CRE si divide in: 
- SIX Racing, il modello da gara del SIX, presenta un motore più spinto e ciclistica pronta per le gare, è il modello di spicco della casa.
- SIX Competition, è il modello dalle soluzioni più sofisticate e costose, di pronto uso per la pista.
- Baja RR, rispetto al modello "SIX" si differenzia per l'uso del miscelatore e del motorino d'avviamento.
- Baja, rispetto al modello "Baja RR" si differenzia per l'uso di un telaio e forcelle più semplici.
- Basic, Rispetto al "Baja" presenta una ciclistica meno adatta all'enduro e più alla città.

### SIX
La prima serie riprendeva il look delle sorelle giapponesi di cilindrata maggiore (HM CRE) con cui condivideva tutte le sovrastrutture come plastiche, sella e serbatoio che venivano costruiti in Italia dalla Acerbis per ridurre i costi.
Veniva prodotta con pezzi molto pregiati come la forcella Kayaba da 43 mm, il forcellone in alluminio, mozzi Rimoldi e cerchi Akront (in seguito Sanremo) e altri pezzi acquistati dalla Gilera come lo stesso telaio, derivato infatti da quello del RC 50 rally o del Sioux, dopo la chiusura dello stabilimento di Arcore nel 1993.
Il primo modello era caratterizzato soprattutto dalla forcella da 43 mm, dal telaio monotrave in acciaio al cromo-molibdeno sdoppiato, con telaietto posteriore smontabile, e dallo scarico realizzato con silenziatore in alluminio dalla Jolly moto e dal manubrio MT.
Il motore era un Minarelli AM5 con cilindro Gilardoni in alluminio a 7 travasi, evoluzione del propulsore tipo AM3, riprogettato una volta che nel 1994 cadde il limite al numero di marce massime disponibile per i ciclomotori, il carburatore era un Dell'Orto Sha 14/12.
Nel 1995 si ebbero delle modifiche, la più importante nella motorizzazione con la nascita del Minarelli AM6 (la moto viene rinominata CRE SIX) e il carburatore venne sostituito con un più moderno PHBN regolabile da 12 mm.
Il motore e le pedane vennero arretrate rispettivamente di 8 e 10 mm, il forcellone venne accorciato, la forcella aveva le molle più lunghe, venne installato un diverso tachimetro e scarico/silenziatore ora avevano una curva a 90° e nuove lamelle.
Nel 1996/97 cambiarono il codino posteriore e il portatarga mentre la forcella divenne una Paioli da 41 mm.
Nel 1998 venne usata una pinza posteriore di derivazione stradale e la mascherina divenne meno squadrata.
Nel 1999 si ebbero il Monoammortizzatore Paioli regolabile sul ritorno al posto del Sachs, un nuovo ancoraggio della stampella, la nuova protezione della pompa posteriore, la piastra paramotore e un cambio di grafiche.
Nel 2000 cambiarono solo le grafiche mentre l'anno successivo (2001) si ebbero molti cambiamenti:
- Forcella Paioli da 41 mm a tripla regolazione.
- Monoammorizzatore Olle
- Mozzi AJP
- Cerchi Morad
- Forcellone più stretto di 27 mm
- Mascherina di diversa forma
- Strumentazione digitale
- Cavalletto con fine corsa e ancoraggio stampella
- Espansione migliorata e silenziatore in alluminio di forma ovale, con fondello in plastica e beccuccio in alluminio
- Lo spessore delle lamelle passa da 0,35 a 0,30 mm

Nel 2002 venne modificato lo scarico e sostituita la valvola lamellare, mentre nel 2003 il CRE 50 venne totalmente riprogettato con un nuovo telaio perimetrale (per imitare le sorelle maggiori) ma in acciaio anziché in alluminio, le plastiche come quelle delle CR a 2T, la forcella Paioli USD da 38 mm, il monoammortizzatore divenne a gas (con bomboletta separata) e il cilindro rimase marchiato sempre Gilardoni ma per un breve periodo di tempo, presumibilmente per un errore di consegna, vennero installati dei pistoni monofascia al posto dei classici bifascia, venne montato il carburatore dell'Orto PHBG 19 di serie e lo scarico invece divenne catalitico per rispettare le norme antinquinamento. Il catalizzatore venne però reso facilmente asportabile per l'eventuale uso nelle competizioni.
Fino al 2006 cambiarono solamente grafiche e portafaro, fino a quando non venne presentata la 3ª serie caratterizzata dal nuovo telaio in alluminio Verlicchi, dal forcellone di diversa forma, dalla strumentazione con avviso di chiamata per telefonino, dallo scarico cromato con sistema di ricircolo dei fumi e dalla forcella Marzocchi USD da 40 mm.
Il modello del 2006 monta un monoammortizzatore Paioli, le forcelle non sono più Paioli ma sono Marzocchi a steli rovesciati, la slitta paramotore è totalmente in ferro (a differenza del modello "Baja", che ne monta una di plastica con anima in ferro), i rapporti corona-pignone, sono 14-62 (maggiormente adatti ad un utilizzo prettamente enduristico), la dimensione del cerchio posteriore è di 18', mentre quella dell'anteriore è di 21', entrambe le pinze dei freni sono AJP (quella anteriore ha due pistoncini, mentre quella posteriore solamente uno), i dischi dei freni, della Galfer, hanno la forma "a margherita", tipica delle moto da enduro di maggiore cilindrata.
Il motore è sempre un Minarelli AM6, come la maggior parte delle moto 50 cm³ in commercio, con il cilindro in alluminio (quello della versione "Baja" è in ghisa) e il carburatore resta un Dell'Orto PHBG 19.
Lo scarico, vicino alla testa, presenta un sistema di ricircolo dei fumi: da esso parte un tubo che porta l'aria in una scatola contenente due valvole (fissata ad una staffa la quale, a sua volta, è fissata al carburatore), da essa parte un altro tubo che termina nell'airbox. Le due valvole fanno sì che l'aria calda si sposti dallo scarico all'airbox e non viceversa. Con questo sistema, una parte dei fumi di scarico viene nuovamente messa in circolo invece di essere dispersa nell'ambiente.

### Baja & Baja RR
Dalla fine degli anni novanta il CRE è stato affiancato da una versione meno specialistica chiamata Baja caratterizzata dalla chiave di contatto, dalla presenza del miscelatore, dal gruppo termico in ghisa a cinque travasi prodotto dalla Minarelli, al posto del Gilardoni dei Six, dalla forcella Paioli tradizionale da 36 mm e di un solo radiatore in luogo dei due del Six. Nonostante ciò resta molto valida nell'enduro.
Nel 2006 sulle versioni Baja vennero installate delle forcelle sempre Paioli, ma questa volta USD (rovesciate) da 37 mm di diametro e dal 2007 si è aggiunta anche la versione Baja RR. che sta a metà tra le due moto, in quanto è dotato di forcelle, cerchi e impianto frenanate della versione Baja, così come il motore che ha il normale gruppo termico in ghisa Minarelli, il carburatore Dell'Orto da 16 mm dotato di attacco per il miscelatore, ma telaio in alluminio della versione Six. Si propone quindi come ottima via di mezzo per chi vuole un mezzo qualitativamente migliore del Baja, ma non vuole puntare a fare una scelta specialistica con la versione Six (che così come esce prodotta di fabbrica, è pronta per partecipare al Campionato Enduro Cadetti).

### Basic
Successivamente venne introdotta la Basic, versione base della gamma CRE.
Il Modello Basic dispone di blocco di accensione, bloccasterzo e miscelatore.
Rispetto alle Baja ha forcelle più piccole e non rovesciate, freno anteriore a disco a pinza flottante con solo un pistoncino a differenza dei freni a margherita del Baja.

### Derapage

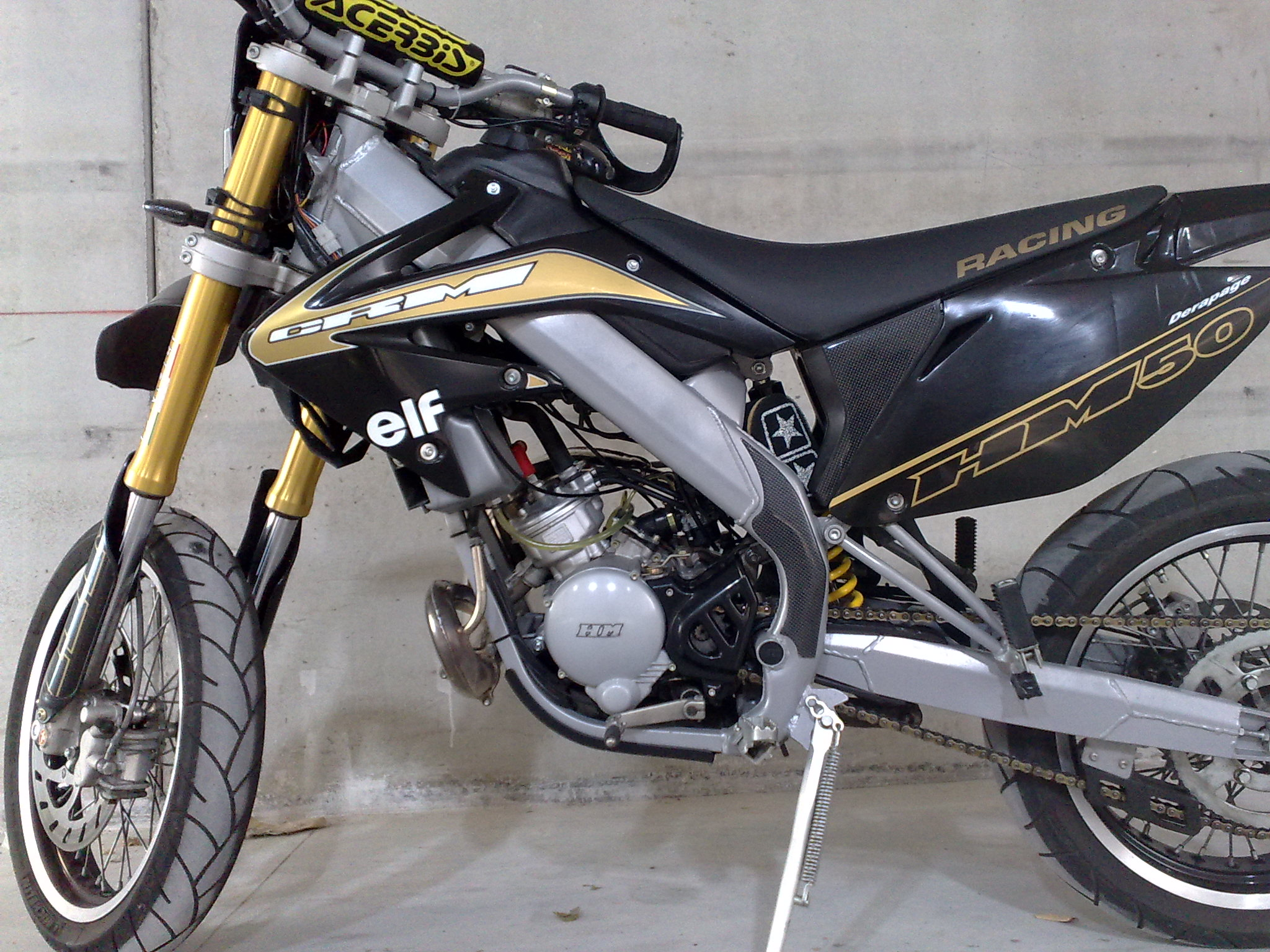
Derapage modello 2007

Nel 2000 nacque la versione da supermotard Derapage (CRM dal 2007) nata inizialmente sulla base della Baja ma che ora è anche allestita sulla base della Six Competition e della Baja RR.
Nel 2009 il Derapage si divide in:
- Derapage Competition, è il modello dalle soluzioni più sofisticate e costose, di pronto uso per la pista.
- Derapage RR, rispetto al modello "Derapage" si differenzia per il telaio in alluminio e per i gruppi ottici posteriori a led anziché ad incandescenza.
- Derapage, la versione più semplice, dotata di miscelatore separato e telaio in acciaio.

## Caratteristiche tecniche
| Caratteristiche tecniche - Honda CRE 50 SIX del 2009 | Caratteristiche tecniche - Honda CRE 50 SIX del 2009                                                                                            | Caratteristiche tecniche - Honda CRE 50 SIX del 2009                                                                                            | Caratteristiche tecniche - Honda CRE 50 SIX del 2009                                                                                            | Caratteristiche tecniche - Honda CRE 50 SIX del 2009                                                                                            | Caratteristiche tecniche - Honda CRE 50 SIX del 2009                                                                                            |
| Dimensioni e pesi                                    | Dimensioni e pesi | Dimensioni e pesi | Dimensioni e pesi | Dimensioni e pesi | Dimensioni e pesi |
| ---------------------------------------------------- | --- | --- | --- | --- | --- |
| Ingombri (lungh.×largh.×alt.)                        | 2160 × 820 × 1200 mm | 2160 × 820 × 1200 mm | 2160 × 820 × 1200 mm | 2160 × 820 × 1200 mm | 2160 × 820 × 1200 mm |
| Altezze                                              | Sella: 920 mm - Minima da terra: 337 mm | Sella: 920 mm - Minima da terra: 337 mm | Sella: 920 mm - Minima da terra: 337 mm | Sella: 920 mm - Minima da terra: 337 mm | Sella: 920 mm - Minima da terra: 337 mm |
| Interasse: 1410 mm                                   | Interasse: 1410 mm | Massa a vuoto: 81 kg | Massa a vuoto: 81 kg | Serbatoio: 6 l | Serbatoio: 6 l |
| Meccanica                                            | | | | | |
| Tipo motore: motore a due tempi monocilindrico       | Tipo motore: motore a due tempi monocilindrico                                                                                                  | Tipo motore: motore a due tempi monocilindrico                                                                                                  | Tipo motore: motore a due tempi monocilindrico                                                                                                  | Raffreddamento: a liquido | Raffreddamento: a liquido |
| Cilindrata                                           | 49,7 cm³ (Alesaggio 40,3 × Corsa 39 mm) | 49,7 cm³ (Alesaggio 40,3 × Corsa 39 mm) | 49,7 cm³ (Alesaggio 40,3 × Corsa 39 mm) | 49,7 cm³ (Alesaggio 40,3 × Corsa 39 mm) | 49,7 cm³ (Alesaggio 40,3 × Corsa 39 mm) |
| Distribuzione: lamellare                             | Distribuzione: lamellare | Distribuzione: lamellare | Alimentazione: carburatore Dell'Orto PHBG 19 dal 2012 PHBG 16                                                                                   | Alimentazione: carburatore Dell'Orto PHBG 19 dal 2012 PHBG 16                                                                                   | Alimentazione: carburatore Dell'Orto PHBG 19 dal 2012 PHBG 16                                                                                   |
| Potenza: 6 cavalli                                   | Potenza: 6 cavalli | Coppia: 5 NM | Coppia: 5 NM | Rapporto di compressione: 12,5:1 | Rapporto di compressione: 12,5:1 |
| Frizione: multidisco a bagno d'olio                  | Frizione: multidisco a bagno d'olio | Frizione: multidisco a bagno d'olio | Cambio: sequenziale a 6 marce (sempre in presa)                                                                                                 | Cambio: sequenziale a 6 marce (sempre in presa)                                                                                                 | Cambio: sequenziale a 6 marce (sempre in presa)                                                                                                 |
| Accensione                                           | elettronica CDI ad anticipo variabile | elettronica CDI ad anticipo variabile | elettronica CDI ad anticipo variabile | elettronica CDI ad anticipo variabile | elettronica CDI ad anticipo variabile |
| Trasmissione                                         | Primaria a ingranaggi secondaria a catena | Primaria a ingranaggi secondaria a catena | Primaria a ingranaggi secondaria a catena | Primaria a ingranaggi secondaria a catena | Primaria a ingranaggi secondaria a catena |
| Avviamento                                           | a pedale | a pedale | a pedale | a pedale | a pedale |
| Ciclistica                                           | | | | | |
| Telaio                                               | Perimetrale in alluminio a doppia culla con parte posteriore scomponibile                                                                       | Perimetrale in alluminio a doppia culla con parte posteriore scomponibile                                                                       | Perimetrale in alluminio a doppia culla con parte posteriore scomponibile                                                                       | Perimetrale in alluminio a doppia culla con parte posteriore scomponibile                                                                       | Perimetrale in alluminio a doppia culla con parte posteriore scomponibile                                                                       |
| Sospensioni                                          | Anteriore: Forcella rovesciata Marzocchi da 40 mm con regolazioni idrauliche / Posteriore: Monoammortizzatore Kayaba con regolazioni idrauliche | Anteriore: Forcella rovesciata Marzocchi da 40 mm con regolazioni idrauliche / Posteriore: Monoammortizzatore Kayaba con regolazioni idrauliche | Anteriore: Forcella rovesciata Marzocchi da 40 mm con regolazioni idrauliche / Posteriore: Monoammortizzatore Kayaba con regolazioni idrauliche | Anteriore: Forcella rovesciata Marzocchi da 40 mm con regolazioni idrauliche / Posteriore: Monoammortizzatore Kayaba con regolazioni idrauliche | Anteriore: Forcella rovesciata Marzocchi da 40 mm con regolazioni idrauliche / Posteriore: Monoammortizzatore Kayaba con regolazioni idrauliche |
| Freni                                                | Anteriore: a disco da 260 mm / Posteriore: a disco da 220 mm                                                                                    | Anteriore: a disco da 260 mm / Posteriore: a disco da 220 mm                                                                                    | Anteriore: a disco da 260 mm / Posteriore: a disco da 220 mm                                                                                    | Anteriore: a disco da 260 mm / Posteriore: a disco da 220 mm                                                                                    | Anteriore: a disco da 260 mm / Posteriore: a disco da 220 mm                                                                                    |
| Pneumatici                                           | anteriore: 80/90 x 21; posteriore: 110/80 x 18                                                                                                  | anteriore: 80/90 x 21; posteriore: 110/80 x 18                                                                                                  | anteriore: 80/90 x 21; posteriore: 110/80 x 18                                                                                                  | anteriore: 80/90 x 21; posteriore: 110/80 x 18                                                                                                  | anteriore: 80/90 x 21; posteriore: 110/80 x 18                                                                                                  |
| Fonte dei dati:                                      | | | | | |

| Caratteristiche tecniche - Honda CRE 50 Baja RR del 2009 | Caratteristiche tecniche - Honda CRE 50 Baja RR del 2009                                                 | Caratteristiche tecniche - Honda CRE 50 Baja RR del 2009                                                 | Caratteristiche tecniche - Honda CRE 50 Baja RR del 2009                                                 | Caratteristiche tecniche - Honda CRE 50 Baja RR del 2009                                                 | Caratteristiche tecniche - Honda CRE 50 Baja RR del 2009                                                 |
| Dimensioni e pesi                                        | Dimensioni e pesi                                                                                        | Dimensioni e pesi                                                                                        | Dimensioni e pesi                                                                                        | Dimensioni e pesi                                                                                        | Dimensioni e pesi                                                                                        |
| -------------------------------------------------------- | --- | --- | --- | --- | --- |
| Ingombri (lungh.×largh.×alt.)                            | 2160 × 820 × 1200 mm                                                                                     | 2160 × 820 × 1200 mm                                                                                     | 2160 × 820 × 1200 mm                                                                                     | 2160 × 820 × 1200 mm                                                                                     | 2160 × 820 × 1200 mm                                                                                     |
| Altezze                                                  | Sella: 920 mm - Minima da terra: 337 mm                                                                  | Sella: 920 mm - Minima da terra: 337 mm                                                                  | Sella: 920 mm - Minima da terra: 337 mm                                                                  | Sella: 920 mm - Minima da terra: 337 mm                                                                  | Sella: 920 mm - Minima da terra: 337 mm                                                                  |
| Interasse: 1410 mm                                       | Interasse: 1410 mm                                                                                       | Massa a vuoto: 85,5 kg                                                                                   | Massa a vuoto: 85,5 kg                                                                                   | Serbatoio: 5,7 l                                                                                         | Serbatoio: 5,7 l                                                                                         |
| Meccanica                                                | | | | | |
| Tipo motore: motore a due tempi monocilindrico           | Tipo motore: motore a due tempi monocilindrico                                                           | Tipo motore: motore a due tempi monocilindrico                                                           | Tipo motore: motore a due tempi monocilindrico                                                           | Raffreddamento: a liquido                                                                                | Raffreddamento: a liquido                                                                                |
| Cilindrata                                               | 49,7 cm³ (Alesaggio 40,3 × Corsa 39 mm)                                                                  | 49,7 cm³ (Alesaggio 40,3 × Corsa 39 mm)                                                                  | 49,7 cm³ (Alesaggio 40,3 × Corsa 39 mm)                                                                  | 49,7 cm³ (Alesaggio 40,3 × Corsa 39 mm)                                                                  | 49,7 cm³ (Alesaggio 40,3 × Corsa 39 mm)                                                                  |
| Distribuzione: lamellare                                 | Distribuzione: lamellare                                                                                 | Distribuzione: lamellare                                                                                 | Alimentazione: carburatore Dell'Orto PHBN 16                                                             | Alimentazione: carburatore Dell'Orto PHBN 16                                                             | Alimentazione: carburatore Dell'Orto PHBN 16                                                             |
| Potenza:                                                 | Potenza:                                                                                                 | Coppia:                                                                                                  | Coppia:                                                                                                  | Rapporto di compressione: 12:1                                                                           | Rapporto di compressione: 12:1                                                                           |
| Frizione: multidisco a bagno d'olio                      | Frizione: multidisco a bagno d'olio                                                                      | Frizione: multidisco a bagno d'olio                                                                      | Cambio: a 6 marce                                                                                        | Cambio: a 6 marce                                                                                        | Cambio: a 6 marce                                                                                        |
| Accensione                                               | elettronica CDI                                                                                          | elettronica CDI                                                                                          | elettronica CDI                                                                                          | elettronica CDI                                                                                          | elettronica CDI                                                                                          |
| Trasmissione                                             | Primaria a ingranaggi secondaria a catena                                                                | Primaria a ingranaggi secondaria a catena                                                                | Primaria a ingranaggi secondaria a catena                                                                | Primaria a ingranaggi secondaria a catena                                                                | Primaria a ingranaggi secondaria a catena                                                                |
| Avviamento                                               | a pedale e elettrico                                                                                     | a pedale e elettrico                                                                                     | a pedale e elettrico                                                                                     | a pedale e elettrico                                                                                     | a pedale e elettrico                                                                                     |
| Ciclistica                                               | | | | | |
| Telaio                                                   | Perimetrale in alluminio a doppia culla con parte posteriore scomponibile                                | Perimetrale in alluminio a doppia culla con parte posteriore scomponibile                                | Perimetrale in alluminio a doppia culla con parte posteriore scomponibile                                | Perimetrale in alluminio a doppia culla con parte posteriore scomponibile                                | Perimetrale in alluminio a doppia culla con parte posteriore scomponibile                                |
| Sospensioni                                              | Anteriore: Forcella rovesciata Paioli da 37 mm / Posteriore: Monoammortizzatore regolabile nel precarico | Anteriore: Forcella rovesciata Paioli da 37 mm / Posteriore: Monoammortizzatore regolabile nel precarico | Anteriore: Forcella rovesciata Paioli da 37 mm / Posteriore: Monoammortizzatore regolabile nel precarico | Anteriore: Forcella rovesciata Paioli da 37 mm / Posteriore: Monoammortizzatore regolabile nel precarico | Anteriore: Forcella rovesciata Paioli da 37 mm / Posteriore: Monoammortizzatore regolabile nel precarico |
| Freni                                                    | Anteriore: a disco da 250 mm / Posteriore: a disco da 220 mm                                             | Anteriore: a disco da 250 mm / Posteriore: a disco da 220 mm                                             | Anteriore: a disco da 250 mm / Posteriore: a disco da 220 mm                                             | Anteriore: a disco da 250 mm / Posteriore: a disco da 220 mm                                             | Anteriore: a disco da 250 mm / Posteriore: a disco da 220 mm                                             |
| Pneumatici                                               | anteriore: 80/90 x 21; posteriore: 110/80 x 18                                                           | anteriore: 80/90 x 21; posteriore: 110/80 x 18                                                           | anteriore: 80/90 x 21; posteriore: 110/80 x 18                                                           | anteriore: 80/90 x 21; posteriore: 110/80 x 18                                                           | anteriore: 80/90 x 21; posteriore: 110/80 x 18                                                           |
| Fonte dei dati:                                          | | | | | |

| Caratteristiche tecniche - Honda CRE 50 Baja del 2009 | Caratteristiche tecniche - Honda CRE 50 Baja del 2009                                                    | Caratteristiche tecniche - Honda CRE 50 Baja del 2009                                                    | Caratteristiche tecniche - Honda CRE 50 Baja del 2009                                                    | Caratteristiche tecniche - Honda CRE 50 Baja del 2009                                                    | Caratteristiche tecniche - Honda CRE 50 Baja del 2009                                                    |
| Dimensioni e pesi                                     | Dimensioni e pesi                                                                                        | Dimensioni e pesi                                                                                        | Dimensioni e pesi                                                                                        | Dimensioni e pesi                                                                                        | Dimensioni e pesi                                                                                        |
| ----------------------------------------------------- | --- | --- | --- | --- | --- |
| Ingombri (lungh.×largh.×alt.)                         | 2160 × 820 × 1200 mm                                                                                     | 2160 × 820 × 1200 mm                                                                                     | 2160 × 820 × 1200 mm                                                                                     | 2160 × 820 × 1200 mm                                                                                     | 2160 × 820 × 1200 mm                                                                                     |
| Altezze                                               | Sella: 920 mm - Minima da terra: 337 mm                                                                  | Sella: 920 mm - Minima da terra: 337 mm                                                                  | Sella: 920 mm - Minima da terra: 337 mm                                                                  | Sella: 920 mm - Minima da terra: 337 mm                                                                  | Sella: 920 mm - Minima da terra: 337 mm                                                                  |
| Interasse: 1410 mm                                    | Interasse: 1410 mm                                                                                       | Massa a vuoto: 89,5 kg                                                                                   | Massa a vuoto: 89,5 kg                                                                                   | Serbatoio: 5,7 l                                                                                         | Serbatoio: 5,7 l                                                                                         |
| Meccanica                                             | | | | | |
| Tipo motore: motore a due tempi monocilindrico        | Tipo motore: motore a due tempi monocilindrico                                                           | Tipo motore: motore a due tempi monocilindrico                                                           | Tipo motore: motore a due tempi monocilindrico                                                           | Raffreddamento: a liquido                                                                                | Raffreddamento: a liquido                                                                                |
| Cilindrata                                            | 49,7 cm³ (Alesaggio 40,3 × Corsa 39 mm)                                                                  | 49,7 cm³ (Alesaggio 40,3 × Corsa 39 mm)                                                                  | 49,7 cm³ (Alesaggio 40,3 × Corsa 39 mm)                                                                  | 49,7 cm³ (Alesaggio 40,3 × Corsa 39 mm)                                                                  | 49,7 cm³ (Alesaggio 40,3 × Corsa 39 mm)                                                                  |
| Distribuzione: lamellare                              | Distribuzione: lamellare                                                                                 | Distribuzione: lamellare                                                                                 | Alimentazione: carburatore Dell'Orto PHBN 16                                                             | Alimentazione: carburatore Dell'Orto PHBN 16                                                             | Alimentazione: carburatore Dell'Orto PHBN 16                                                             |
| Potenza:                                              | Potenza:                                                                                                 | Coppia:                                                                                                  | Coppia:                                                                                                  | Rapporto di compressione: 12:1                                                                           | Rapporto di compressione: 12:1                                                                           |
| Frizione: multidisco a bagno d'olio                   | Frizione: multidisco a bagno d'olio                                                                      | Frizione: multidisco a bagno d'olio                                                                      | Cambio: sequenziale a 6 marce (sempre in presa)                                                          | Cambio: sequenziale a 6 marce (sempre in presa)                                                          | Cambio: sequenziale a 6 marce (sempre in presa)                                                          |
| Accensione                                            | elettronica CDI                                                                                          | elettronica CDI                                                                                          | elettronica CDI                                                                                          | elettronica CDI                                                                                          | elettronica CDI                                                                                          |
| Trasmissione                                          | Primaria a ingranaggi secondaria a catena                                                                | Primaria a ingranaggi secondaria a catena                                                                | Primaria a ingranaggi secondaria a catena                                                                | Primaria a ingranaggi secondaria a catena                                                                | Primaria a ingranaggi secondaria a catena                                                                |
| Avviamento                                            | a pedale e elettrico                                                                                     | a pedale e elettrico                                                                                     | a pedale e elettrico                                                                                     | a pedale e elettrico                                                                                     | a pedale e elettrico                                                                                     |
| Ciclistica                                            | | | | | |
| Telaio                                                | Perimetrale in alluminio a doppia culla con parte posteriore scomponibile                                | Perimetrale in alluminio a doppia culla con parte posteriore scomponibile                                | Perimetrale in alluminio a doppia culla con parte posteriore scomponibile                                | Perimetrale in alluminio a doppia culla con parte posteriore scomponibile                                | Perimetrale in alluminio a doppia culla con parte posteriore scomponibile                                |
| Sospensioni                                           | Anteriore: Forcella rovesciata Paioli da 37 mm / Posteriore: Monoammortizzatore regolabile nel precarico | Anteriore: Forcella rovesciata Paioli da 37 mm / Posteriore: Monoammortizzatore regolabile nel precarico | Anteriore: Forcella rovesciata Paioli da 37 mm / Posteriore: Monoammortizzatore regolabile nel precarico | Anteriore: Forcella rovesciata Paioli da 37 mm / Posteriore: Monoammortizzatore regolabile nel precarico | Anteriore: Forcella rovesciata Paioli da 37 mm / Posteriore: Monoammortizzatore regolabile nel precarico |
| Freni                                                 | Anteriore: a disco da 250 mm / Posteriore: a disco da 220 mm                                             | Anteriore: a disco da 250 mm / Posteriore: a disco da 220 mm                                             | Anteriore: a disco da 250 mm / Posteriore: a disco da 220 mm                                             | Anteriore: a disco da 250 mm / Posteriore: a disco da 220 mm                                             | Anteriore: a disco da 250 mm / Posteriore: a disco da 220 mm                                             |
| Pneumatici                                            | anteriore: 80/90 x 21; posteriore: 110/80 x 18                                                           | anteriore: 80/90 x 21; posteriore: 110/80 x 18                                                           | anteriore: 80/90 x 21; posteriore: 110/80 x 18                                                           | anteriore: 80/90 x 21; posteriore: 110/80 x 18                                                           | anteriore: 80/90 x 21; posteriore: 110/80 x 18                                                           |
| Fonte dei dati:                                       | | | | | |

| Caratteristiche tecniche - HM Derapage Competition 2009 | Caratteristiche tecniche - HM Derapage Competition 2009                                                                                         | Caratteristiche tecniche - HM Derapage Competition 2009                                                                                         | Caratteristiche tecniche - HM Derapage Competition 2009                                                                                         | Caratteristiche tecniche - HM Derapage Competition 2009                                                                                         | Caratteristiche tecniche - HM Derapage Competition 2009                                                                                         |
| Dimensioni e pesi                                       | Dimensioni e pesi | Dimensioni e pesi | Dimensioni e pesi | Dimensioni e pesi | Dimensioni e pesi |
| ------------------------------------------------------- | --- | --- | --- | --- | --- |
| Ingombri (lungh.×largh.×alt.)                           | 2080 × 830 × 1180 mm | 2080 × 830 × 1180 mm | 2080 × 830 × 1180 mm | 2080 × 830 × 1180 mm | 2080 × 830 × 1180 mm |
| Altezze                                                 | Sella: 885 mm | Sella: 885 mm | Sella: 885 mm | Sella: 885 mm | Sella: 885 mm |
| Interasse: 1410 mm                                      | Interasse: 1410 mm | Massa a vuoto: 83,5kg kg | Massa a vuoto: 83,5kg kg | Serbatoio: 6 l | Serbatoio: 6 l |
| Meccanica                                               | | | | | |
| Tipo motore: motore a due tempi monocilindrico          | Tipo motore: motore a due tempi monocilindrico                                                                                                  | Tipo motore: motore a due tempi monocilindrico                                                                                                  | Tipo motore: motore a due tempi monocilindrico                                                                                                  | Raffreddamento: a liquido | Raffreddamento: a liquido |
| Cilindrata                                              | 49,7 cm³ (Alesaggio 40,3 × Corsa 39 mm) | 49,7 cm³ (Alesaggio 40,3 × Corsa 39 mm) | 49,7 cm³ (Alesaggio 40,3 × Corsa 39 mm) | 49,7 cm³ (Alesaggio 40,3 × Corsa 39 mm) | 49,7 cm³ (Alesaggio 40,3 × Corsa 39 mm) |
| Distribuzione: lamellare                                | Distribuzione: lamellare | Distribuzione: lamellare | Alimentazione: carburatore Dell'Orto PHBG 19 | Alimentazione: carburatore Dell'Orto PHBG 19 | Alimentazione: carburatore Dell'Orto PHBG 19 |
| Potenza:                                                | Potenza: | Coppia: | Coppia: | Rapporto di compressione: 12,5:1 | Rapporto di compressione: 12,5:1 |
| Frizione: multidisco a bagno d'olio                     | Frizione: multidisco a bagno d'olio | Frizione: multidisco a bagno d'olio | Cambio: a 6 marce | Cambio: a 6 marce | Cambio: a 6 marce |
| Accensione                                              | elettronica CDI ad anticipo variabile | elettronica CDI ad anticipo variabile | elettronica CDI ad anticipo variabile | elettronica CDI ad anticipo variabile | elettronica CDI ad anticipo variabile |
| Trasmissione                                            | Primaria a ingranaggi secondaria a catena | Primaria a ingranaggi secondaria a catena | Primaria a ingranaggi secondaria a catena | Primaria a ingranaggi secondaria a catena | Primaria a ingranaggi secondaria a catena |
| Avviamento                                              | a pedale | a pedale | a pedale | a pedale | a pedale |
| Ciclistica                                              | | | | | |
| Telaio                                                  | Perimetrale in alluminio a doppia culla con parte posteriore scomponibile                                                                       | Perimetrale in alluminio a doppia culla con parte posteriore scomponibile                                                                       | Perimetrale in alluminio a doppia culla con parte posteriore scomponibile                                                                       | Perimetrale in alluminio a doppia culla con parte posteriore scomponibile                                                                       | Perimetrale in alluminio a doppia culla con parte posteriore scomponibile                                                                       |
| Sospensioni                                             | Anteriore: Forcella rovesciata Marzocchi da 40 mm con regolazioni idrauliche / Posteriore: Monoammortizzatore Kayaba con regolazioni idrauliche | Anteriore: Forcella rovesciata Marzocchi da 40 mm con regolazioni idrauliche / Posteriore: Monoammortizzatore Kayaba con regolazioni idrauliche | Anteriore: Forcella rovesciata Marzocchi da 40 mm con regolazioni idrauliche / Posteriore: Monoammortizzatore Kayaba con regolazioni idrauliche | Anteriore: Forcella rovesciata Marzocchi da 40 mm con regolazioni idrauliche / Posteriore: Monoammortizzatore Kayaba con regolazioni idrauliche | Anteriore: Forcella rovesciata Marzocchi da 40 mm con regolazioni idrauliche / Posteriore: Monoammortizzatore Kayaba con regolazioni idrauliche |
| Freni                                                   | Anteriore: a disco da 290 / Posteriore: a disco da 220                                                                                          | Anteriore: a disco da 290 / Posteriore: a disco da 220                                                                                          | Anteriore: a disco da 290 / Posteriore: a disco da 220                                                                                          | Anteriore: a disco da 290 / Posteriore: a disco da 220                                                                                          | Anteriore: a disco da 290 / Posteriore: a disco da 220                                                                                          |
| Pneumatici                                              | anteriore: 100/80 x 17"; posteriore: 130/70 x 17"                                                                                               | anteriore: 100/80 x 17"; posteriore: 130/70 x 17"                                                                                               | anteriore: 100/80 x 17"; posteriore: 130/70 x 17"                                                                                               | anteriore: 100/80 x 17"; posteriore: 130/70 x 17"                                                                                               | anteriore: 100/80 x 17"; posteriore: 130/70 x 17"                                                                                               |
| Prestazioni dichiarate                                  | | | | | |
| Consumo                                                 | 20km/l | 20km/l | 20km/l | 20km/l | 20km/l |
| Fonte dei dati:                                         | | | | | |

| Caratteristiche tecniche - HM Derapage RR 2009 | Caratteristiche tecniche - HM Derapage RR 2009                                                           | Caratteristiche tecniche - HM Derapage RR 2009                                                           | Caratteristiche tecniche - HM Derapage RR 2009                                                           | Caratteristiche tecniche - HM Derapage RR 2009                                                           | Caratteristiche tecniche - HM Derapage RR 2009                                                           |
| Dimensioni e pesi                              | Dimensioni e pesi                                                                                        | Dimensioni e pesi                                                                                        | Dimensioni e pesi                                                                                        | Dimensioni e pesi                                                                                        | Dimensioni e pesi                                                                                        |
| ---------------------------------------------- | --- | --- | --- | --- | --- |
| Ingombri (lungh.×largh.×alt.)                  | 2080 × 830 × 1140 mm                                                                                     | 2080 × 830 × 1140 mm                                                                                     | 2080 × 830 × 1140 mm                                                                                     | 2080 × 830 × 1140 mm                                                                                     | 2080 × 830 × 1140 mm                                                                                     |
| Altezze                                        | Sella: 860 mm - Minima da terra: 273 mm                                                                  | Sella: 860 mm - Minima da terra: 273 mm                                                                  | Sella: 860 mm - Minima da terra: 273 mm                                                                  | Sella: 860 mm - Minima da terra: 273 mm                                                                  | Sella: 860 mm - Minima da terra: 273 mm                                                                  |
| Interasse: 1410 mm                             | Interasse: 1410 mm                                                                                       | Massa a vuoto: 87,5 kg                                                                                   | Massa a vuoto: 87,5 kg                                                                                   | Serbatoio: 5,7 l                                                                                         | Serbatoio: 5,7 l                                                                                         |
| Meccanica                                      | | | | | |
| Tipo motore: motore a due tempi monocilindrico | Tipo motore: motore a due tempi monocilindrico                                                           | Tipo motore: motore a due tempi monocilindrico                                                           | Tipo motore: motore a due tempi monocilindrico                                                           | Raffreddamento: a liquido                                                                                | Raffreddamento: a liquido                                                                                |
| Cilindrata                                     | 49,7 cm³ (Alesaggio 40,3 × Corsa 39 mm)                                                                  | 49,7 cm³ (Alesaggio 40,3 × Corsa 39 mm)                                                                  | 49,7 cm³ (Alesaggio 40,3 × Corsa 39 mm)                                                                  | 49,7 cm³ (Alesaggio 40,3 × Corsa 39 mm)                                                                  | 49,7 cm³ (Alesaggio 40,3 × Corsa 39 mm)                                                                  |
| Distribuzione: lamellare                       | Distribuzione: lamellare                                                                                 | Distribuzione: lamellare                                                                                 | Alimentazione: carburatore Dell'Orto PHBN 16                                                             | Alimentazione: carburatore Dell'Orto PHBN 16                                                             | Alimentazione: carburatore Dell'Orto PHBN 16                                                             |
| Potenza:                                       | Potenza:                                                                                                 | Coppia:                                                                                                  | Coppia:                                                                                                  | Rapporto di compressione: 12:1                                                                           | Rapporto di compressione: 12:1                                                                           |
| Frizione: multidisco a bagno d'olio            | Frizione: multidisco a bagno d'olio                                                                      | Frizione: multidisco a bagno d'olio                                                                      | Cambio: a 6 marce                                                                                        | Cambio: a 6 marce                                                                                        | Cambio: a 6 marce                                                                                        |
| Accensione                                     | elettronica CDI                                                                                          | elettronica CDI                                                                                          | elettronica CDI                                                                                          | elettronica CDI                                                                                          | elettronica CDI                                                                                          |
| Trasmissione                                   | Primaria a ingranaggi secondaria a catena                                                                | Primaria a ingranaggi secondaria a catena                                                                | Primaria a ingranaggi secondaria a catena                                                                | Primaria a ingranaggi secondaria a catena                                                                | Primaria a ingranaggi secondaria a catena                                                                |
| Avviamento                                     | a pedale e elettrico                                                                                     | a pedale e elettrico                                                                                     | a pedale e elettrico                                                                                     | a pedale e elettrico                                                                                     | a pedale e elettrico                                                                                     |
| Ciclistica                                     | | | | | |
| Telaio                                         | Perimetrale in alluminio a doppia culla con parte posteriore scomponibile                                | Perimetrale in alluminio a doppia culla con parte posteriore scomponibile                                | Perimetrale in alluminio a doppia culla con parte posteriore scomponibile                                | Perimetrale in alluminio a doppia culla con parte posteriore scomponibile                                | Perimetrale in alluminio a doppia culla con parte posteriore scomponibile                                |
| Sospensioni                                    | Anteriore: Forcella rovesciata Paioli da 37 mm / Posteriore: Monoammortizzatore regolabile nel precarico | Anteriore: Forcella rovesciata Paioli da 37 mm / Posteriore: Monoammortizzatore regolabile nel precarico | Anteriore: Forcella rovesciata Paioli da 37 mm / Posteriore: Monoammortizzatore regolabile nel precarico | Anteriore: Forcella rovesciata Paioli da 37 mm / Posteriore: Monoammortizzatore regolabile nel precarico | Anteriore: Forcella rovesciata Paioli da 37 mm / Posteriore: Monoammortizzatore regolabile nel precarico |
| Freni                                          | Anteriore: a disco da 290 mm / Posteriore: a disco da 220 mm                                             | Anteriore: a disco da 290 mm / Posteriore: a disco da 220 mm                                             | Anteriore: a disco da 290 mm / Posteriore: a disco da 220 mm                                             | Anteriore: a disco da 290 mm / Posteriore: a disco da 220 mm                                             | Anteriore: a disco da 290 mm / Posteriore: a disco da 220 mm                                             |
| Pneumatici                                     | anteriore: 100/80 x 17"; posteriore: 130/70 x 17                                                         | anteriore: 100/80 x 17"; posteriore: 130/70 x 17                                                         | anteriore: 100/80 x 17"; posteriore: 130/70 x 17                                                         | anteriore: 100/80 x 17"; posteriore: 130/70 x 17                                                         | anteriore: 100/80 x 17"; posteriore: 130/70 x 17                                                         |
| Prestazioni dichiarate                         | | | | | |
| Consumo                                        | 24km/l                                                                                                   | 24km/l                                                                                                   | 24km/l                                                                                                   | 24km/l                                                                                                   | 24km/l                                                                                                   |
| Fonte dei dati:                                | | | | | |

| Caratteristiche tecniche - HM Derapage 2009    | Caratteristiche tecniche - HM Derapage 2009                                                              | Caratteristiche tecniche - HM Derapage 2009                                                              | Caratteristiche tecniche - HM Derapage 2009                                                              | Caratteristiche tecniche - HM Derapage 2009                                                              | Caratteristiche tecniche - HM Derapage 2009                                                              |
| Dimensioni e pesi                              | Dimensioni e pesi                                                                                        | Dimensioni e pesi                                                                                        | Dimensioni e pesi                                                                                        | Dimensioni e pesi                                                                                        | Dimensioni e pesi                                                                                        |
| ---------------------------------------------- | --- | --- | --- | --- | --- |
| Ingombri (lungh.×largh.×alt.)                  | 2080 × 830 × 1140 mm                                                                                     | 2080 × 830 × 1140 mm                                                                                     | 2080 × 830 × 1140 mm                                                                                     | 2080 × 830 × 1140 mm                                                                                     | 2080 × 830 × 1140 mm                                                                                     |
| Altezze                                        | Sella: 850 mm - Minima da terra: 283 mm                                                                  | Sella: 850 mm - Minima da terra: 283 mm                                                                  | Sella: 850 mm - Minima da terra: 283 mm                                                                  | Sella: 850 mm - Minima da terra: 283 mm                                                                  | Sella: 850 mm - Minima da terra: 283 mm                                                                  |
| Interasse: 1410 mm                             | Interasse: 1410 mm                                                                                       | Massa a vuoto: 91,5kg kg                                                                                 | Massa a vuoto: 91,5kg kg                                                                                 | Serbatoio: 5,7 l                                                                                         | Serbatoio: 5,7 l                                                                                         |
| Meccanica                                      | | | | | |
| Tipo motore: motore a due tempi monocilindrico | Tipo motore: motore a due tempi monocilindrico                                                           | Tipo motore: motore a due tempi monocilindrico                                                           | Tipo motore: motore a due tempi monocilindrico                                                           | Raffreddamento: a liquido                                                                                | Raffreddamento: a liquido                                                                                |
| Cilindrata                                     | 49,7 cm³ (Alesaggio 40,3 × Corsa 39 mm)                                                                  | 49,7 cm³ (Alesaggio 40,3 × Corsa 39 mm)                                                                  | 49,7 cm³ (Alesaggio 40,3 × Corsa 39 mm)                                                                  | 49,7 cm³ (Alesaggio 40,3 × Corsa 39 mm)                                                                  | 49,7 cm³ (Alesaggio 40,3 × Corsa 39 mm)                                                                  |
| Distribuzione: lamellare                       | Distribuzione: lamellare                                                                                 | Distribuzione: lamellare                                                                                 | Alimentazione: carburatore Dell'Orto PHBN 16                                                             | Alimentazione: carburatore Dell'Orto PHBN 16                                                             | Alimentazione: carburatore Dell'Orto PHBN 16                                                             |
| Potenza:                                       | Potenza:                                                                                                 | Coppia:                                                                                                  | Coppia:                                                                                                  | Rapporto di compressione: 12:1                                                                           | Rapporto di compressione: 12:1                                                                           |
| Frizione: multidisco a bagno d'olio            | Frizione: multidisco a bagno d'olio                                                                      | Frizione: multidisco a bagno d'olio                                                                      | Cambio: a 6 marce                                                                                        | Cambio: a 6 marce                                                                                        | Cambio: a 6 marce                                                                                        |
| Accensione                                     | elettronica CDI                                                                                          | elettronica CDI                                                                                          | elettronica CDI                                                                                          | elettronica CDI                                                                                          | elettronica CDI                                                                                          |
| Trasmissione                                   | Primaria a ingranaggi secondaria a catena                                                                | Primaria a ingranaggi secondaria a catena                                                                | Primaria a ingranaggi secondaria a catena                                                                | Primaria a ingranaggi secondaria a catena                                                                | Primaria a ingranaggi secondaria a catena                                                                |
| Avviamento                                     | a pedale e elettrico                                                                                     | a pedale e elettrico                                                                                     | a pedale e elettrico                                                                                     | a pedale e elettrico                                                                                     | a pedale e elettrico                                                                                     |
| Ciclistica                                     | | | | | |
| Telaio                                         | Perimetrale in alluminio a doppia culla con parte posteriore scomponibile                                | Perimetrale in alluminio a doppia culla con parte posteriore scomponibile                                | Perimetrale in alluminio a doppia culla con parte posteriore scomponibile                                | Perimetrale in alluminio a doppia culla con parte posteriore scomponibile                                | Perimetrale in alluminio a doppia culla con parte posteriore scomponibile                                |
| Sospensioni                                    | Anteriore: Forcella rovesciata Paioli da 37 mm / Posteriore: Monoammortizzatore regolabile nel precarico | Anteriore: Forcella rovesciata Paioli da 37 mm / Posteriore: Monoammortizzatore regolabile nel precarico | Anteriore: Forcella rovesciata Paioli da 37 mm / Posteriore: Monoammortizzatore regolabile nel precarico | Anteriore: Forcella rovesciata Paioli da 37 mm / Posteriore: Monoammortizzatore regolabile nel precarico | Anteriore: Forcella rovesciata Paioli da 37 mm / Posteriore: Monoammortizzatore regolabile nel precarico |
| Freni                                          | Anteriore: a disco da 290 mm / Posteriore: a disco da 220 mm                                             | Anteriore: a disco da 290 mm / Posteriore: a disco da 220 mm                                             | Anteriore: a disco da 290 mm / Posteriore: a disco da 220 mm                                             | Anteriore: a disco da 290 mm / Posteriore: a disco da 220 mm                                             | Anteriore: a disco da 290 mm / Posteriore: a disco da 220 mm                                             |
| Pneumatici                                     | anteriore: 100/70 x 17"; posteriore: 130/70 x 17"                                                        | anteriore: 100/70 x 17"; posteriore: 130/70 x 17"                                                        | anteriore: 100/70 x 17"; posteriore: 130/70 x 17"                                                        | anteriore: 100/70 x 17"; posteriore: 130/70 x 17"                                                        | anteriore: 100/70 x 17"; posteriore: 130/70 x 17"                                                        |
| Prestazioni dichiarate                         | | | | | |
| Consumo                                        | 24km/l                                                                                                   | 24km/l                                                                                                   | 24km/l                                                                                                   | 24km/l                                                                                                   | 24km/l                                                                                                   |
| Fonte dei dati:                                | | | | | |

| Caratteristiche tecniche - HM Derapage 2012-2013                | Caratteristiche tecniche - HM Derapage 2012-2013                                                         | Caratteristiche tecniche - HM Derapage 2012-2013                                                         | Caratteristiche tecniche - HM Derapage 2012-2013                                                         | Caratteristiche tecniche - HM Derapage 2012-2013                                                         | Caratteristiche tecniche - HM Derapage 2012-2013                                                         |
| Dimensioni e pesi                                               | Dimensioni e pesi                                                                                        | Dimensioni e pesi                                                                                        | Dimensioni e pesi                                                                                        | Dimensioni e pesi                                                                                        | Dimensioni e pesi                                                                                        |
| --------------------------------------------------------------- | --- | --- | --- | --- | --- |
| Ingombri (lungh.×largh.×alt.)                                   | 2080 × 830 × 1140 mm                                                                                     | 2080 × 830 × 1140 mm                                                                                     | 2080 × 830 × 1140 mm                                                                                     | 2080 × 830 × 1140 mm                                                                                     | 2080 × 830 × 1140 mm                                                                                     |
| Altezze                                                         | Sella: 850 mm - Minima da terra: 283 mm                                                                  | Sella: 850 mm - Minima da terra: 283 mm                                                                  | Sella: 850 mm - Minima da terra: 283 mm                                                                  | Sella: 850 mm - Minima da terra: 283 mm                                                                  | Sella: 850 mm - Minima da terra: 283 mm                                                                  |
| Interasse: 1410 mm                                              | Interasse: 1410 mm                                                                                       | Massa a vuoto: 91,5kg kg                                                                                 | Massa a vuoto: 91,5kg kg                                                                                 | Serbatoio: 5,7 l                                                                                         | Serbatoio: 5,7 l                                                                                         |
| Meccanica                                                       | | | | | |
| Tipo motore: motore a due tempi monocilindrico, ghisa bifascia. | Tipo motore: motore a due tempi monocilindrico, ghisa bifascia.                                          | Tipo motore: motore a due tempi monocilindrico, ghisa bifascia.                                          | Tipo motore: motore a due tempi monocilindrico, ghisa bifascia.                                          | Raffreddamento: a liquido                                                                                | Raffreddamento: a liquido                                                                                |
| Cilindrata                                                      | 49,7 cm³ (Alesaggio 40,3 × Corsa 39 mm)                                                                  | 49,7 cm³ (Alesaggio 40,3 × Corsa 39 mm)                                                                  | 49,7 cm³ (Alesaggio 40,3 × Corsa 39 mm)                                                                  | 49,7 cm³ (Alesaggio 40,3 × Corsa 39 mm)                                                                  | 49,7 cm³ (Alesaggio 40,3 × Corsa 39 mm)                                                                  |
| Distribuzione: lamellare                                        | Distribuzione: lamellare                                                                                 | Distribuzione: lamellare                                                                                 | Alimentazione: carburatore Dell'Orto PHBG 16                                                             | Alimentazione: carburatore Dell'Orto PHBG 16                                                             | Alimentazione: carburatore Dell'Orto PHBG 16                                                             |
| Potenza: 6 cavalli                                              | Potenza: 6 cavalli                                                                                       | Coppia: 6nm                                                                                              | Coppia: 6nm                                                                                              | Rapporto di compressione: 12:1                                                                           | Rapporto di compressione: 12:1                                                                           |
| Frizione: multidisco a bagno d'olio                             | Frizione: multidisco a bagno d'olio                                                                      | Frizione: multidisco a bagno d'olio                                                                      | Cambio: a 6 marce                                                                                        | Cambio: a 6 marce                                                                                        | Cambio: a 6 marce                                                                                        |
| Accensione                                                      | elettronica CDI                                                                                          | elettronica CDI                                                                                          | elettronica CDI                                                                                          | elettronica CDI                                                                                          | elettronica CDI                                                                                          |
| Trasmissione                                                    | Primaria a ingranaggi secondaria a catena                                                                | Primaria a ingranaggi secondaria a catena                                                                | Primaria a ingranaggi secondaria a catena                                                                | Primaria a ingranaggi secondaria a catena                                                                | Primaria a ingranaggi secondaria a catena                                                                |
| Avviamento                                                      | a pedale e elettrico                                                                                     | a pedale e elettrico                                                                                     | a pedale e elettrico                                                                                     | a pedale e elettrico                                                                                     | a pedale e elettrico                                                                                     |
| Ciclistica                                                      | | | | | |
| Telaio                                                          | Perimetrale in alluminio a doppia culla con parte posteriore scomponibile                                | Perimetrale in alluminio a doppia culla con parte posteriore scomponibile                                | Perimetrale in alluminio a doppia culla con parte posteriore scomponibile                                | Perimetrale in alluminio a doppia culla con parte posteriore scomponibile                                | Perimetrale in alluminio a doppia culla con parte posteriore scomponibile                                |
| Sospensioni                                                     | Anteriore: Forcella rovesciata Paioli da 40 mm / Posteriore: Monoammortizzatore regolabile nel precarico | Anteriore: Forcella rovesciata Paioli da 40 mm / Posteriore: Monoammortizzatore regolabile nel precarico | Anteriore: Forcella rovesciata Paioli da 40 mm / Posteriore: Monoammortizzatore regolabile nel precarico | Anteriore: Forcella rovesciata Paioli da 40 mm / Posteriore: Monoammortizzatore regolabile nel precarico | Anteriore: Forcella rovesciata Paioli da 40 mm / Posteriore: Monoammortizzatore regolabile nel precarico |
| Freni                                                           | Anteriore: a disco da 290 mm / Posteriore: a disco da 220 mm                                             | Anteriore: a disco da 290 mm / Posteriore: a disco da 220 mm                                             | Anteriore: a disco da 290 mm / Posteriore: a disco da 220 mm                                             | Anteriore: a disco da 290 mm / Posteriore: a disco da 220 mm                                             | Anteriore: a disco da 290 mm / Posteriore: a disco da 220 mm                                             |
| Pneumatici                                                      | anteriore: 100/70 x 17"; posteriore: 130/70 x 17"                                                        | anteriore: 100/70 x 17"; posteriore: 130/70 x 17"                                                        | anteriore: 100/70 x 17"; posteriore: 130/70 x 17"                                                        | anteriore: 100/70 x 17"; posteriore: 130/70 x 17"                                                        | anteriore: 100/70 x 17"; posteriore: 130/70 x 17"                                                        |
| Prestazioni dichiarate                                          | | | | | |
| Consumo                                                         | 24km/l                                                                                                   | 24km/l                                                                                                   | 24km/l                                                                                                   | 24km/l                                                                                                   | 24km/l                                                                                                   |
| Fonte dei dati:                                                 | | | | | |